# Stare Polichno
Stare Polichno (prononciation : [ˈstarɛ pɔˈlixnɔ]) est un village polonais de la gmina de Santok dans le powiat de Gorzów de la voïvodie de Lubusz dans l'ouest de la Pologne.
Il se situe à environ 3 kilomètres au sud de Santok (siège de la gmina) et 12 kilomètres à l'est de Gorzów Wielkopolski (siège du powiat).
Le village compte approximativement une population de 713 habitants en 2006.

## Histoire
Avant 1945, ce village était sur le territoire allemand. (voir Évolution territoriale de la Pologne)
De 1975 à 1998, le village appartenait administrativement à la voïvodie de Gorzów.

Depuis 1999, il appartient administrativement à la voïvodie de Lubusz